# Morhange
Morhange település Franciaországban, Moselle megyében. Lakosainak száma 3347 fő (2022. január 1.). Morhange Achain, Baronville, Conthil, Harprich, Pévange, Racrange, Riche és Vallerange községekkel határos.

## Népesség
A település népességének változása:
| Lakosok száma | 4478 | 4674 | 4460 | 3896 | 3489 | 3484 | 3445 | 3408 | 3390 | 3347 |
|               | 1968 | 1982 | 1990 | 2006 | 2013 | 2015 | 2017 | 2019 | 2020 | 2022 |